# Pelouses, bois acides à neutrocalcicoles, landes nord-atlantiques du plateau d'Helfaut et système alluvial de la moyenne vallée de l'Aa
Pelouses, bois acides à neutrocalcicoles, landes nord-atlantiques du plateau d'Helfaut et système alluvial de la moyenne vallée de l'Aa este o arie protejată (sit de importanță comunitară — SCI) din Franța întinsă pe o suprafață de 389 ha, integral pe uscat.

## Localizare
Centrul sitului Pelouses, bois acides à neutrocalcicoles, landes nord-atlantiques du plateau d'Helfaut et système alluvial de la moyenne vallée de l'Aa este situat la coordonatele 50°42′13″N 2°14′17″E / 50.70361°N 2.23806°E.

## Înființare
Situl Pelouses, bois acides à neutrocalcicoles, landes nord-atlantiques du plateau d'Helfaut et système alluvial de la moyenne vallée de l'Aa a fost declarat arie specială de conservare în baza directivei 92/43 din 1992 referitoare la conservarea habitatelor naturale și a faunei și florei sălbatice pentru a proteja 9 specii de animale.

## Biodiversitate
Situată în ecoregiunea atlantică, aria protejată conține 20 de habitate naturale: Lacuri eutrofice naturale cu vegetație de tip Magnopotamion sau Hydrocharition, Cursuri de apă de la nivel de câmpie la nivel montan, cu vegetație Ranunculion fluitantis și Callitricho-Batrachion, Pajiști umede nord-atlantice cu Erica tetralix, Pajiști uscate europene, Pajiști uscate seminaturale și facies de acoperire cu tufișuri pe substraturi calcaroase (Festuco-Brometalia) (* situri importante pentru orhidee), Formațiuni ierboase bogate în specii de Nardus, dezvoltate pe substraturi silicioase în zone montane (și în zone submontane, în Europa continentală), Pajiști cu Molinia pe soluri calcaroase, turboase sau argilos-nămoloase (Molinion caeruleae), Liziere de ierburi înalte hidrofile de câmpie și de nivel montan până la alpin, Peșteri inaccesibile publicului, Păduri de fag acidofile atlantice, cu subarboret de Ilex și, uneori, de asemenea, Taxus, la nivelul arbuștilor (Quercion robori-petraeae sau Ilici-Fagenion), Păduri de fag Asperulo-Fagetum, Păduri acidofile de stejar bătrân cu Quercus robur pe câmpii nisipoase, Grohotișuri medio-europene calcaroase, de la nivel colinar și montan, Ape stătătoare oligotrofe până la mezotrofe, cu vegetație de Littorelletea uniflorae și/sau de Isoëto-Nanojuncetea, Ape puternic oligomezotrofe cu vegetație bentonică cu Chara spp., Mlaștini împădurite, Ape oligotrofe din câmpii nisipoase, cu un conținut foarte redus de minerale (Littorelletalia uniflorae), Formațiuni de Juniperus communis pe lande sau pajiști calcaroase, Fânețe de joasă altitudine (Alopecurus pratensis, Sanguisorba officinalis), Păduri aluvionare cu Alnus glutinosa și Fraxinus excelsior (Alno-Padion, Alnion incanae, Salicion albae).
La baza desemnării sitului se află mai multe specii protejate:
- amfibieni (1): triton cu creastă (Triturus cristatus)
- mamifere (4): liliac de iaz (Myotis dasycneme), liliac cărămiziu (Myotis emarginatus), liliac comun (Myotis myotis), liliacul mare cu potcoavă (Rhinolophus ferrumequinum)
- nevertebrate (2): fluturele auriu (Euphydryas aurinia), Vertigo moulinsiana
- pești (2): zglăvoacă (Cottus gobio), cicar (Lampetra planeri)

Pe lângă speciile protejate, pe teritoriul sitului au mai fost identificate 50 de specii de plante, 1 specie de păsări.